# Kokkonsten som vetenskap och konst
Kokkonsten som vetenskap och konst är en svensk bok från 1879, skriven av Charles Emil Hagdahl. Boken innehåller en historik över kokkonstens utveckling och närmare 3000 recept, där de som är försedda med en stjärna är provade i eget kök. Där beskrivs också bland annat hur husmodern bör hantera tjänstefolk, och vad som ansågs vara lämpliga kvaliteter för en god husmor.
Hagdahls Kokkonsten har betecknats som den näst mest klassiska svenska kokboken efter Cajsa Wargs Hjelpreda i Hushållningen För unga Fruntimer.